# Єжов Віталій Олександрович
Віталій Олександрович Єжов нар. 30 серпня 1990, Івано-Франківськ) — український футболіст, що грав на позиції півзахисника. Відомий насамперед виступами у складі команди найвищого дивізіону Молдови «Тирасполь».

## Футбольна кар'єра
Віталій Єжов розпочав займатися футболом у СДЮСШОР «Прикарпаття» в Івано-Франківську, також займався у футбольних школах «Спартак» в Івано-Франківську і «Нафтовик» у Долині. У професійному футболі дебютував у 2008 році в складі другої команди тираспольського «Шерифа» в другому дивізіоні Молдови. У 2009 році Єжов став гравцем команди найвищого дивізіону Молдови «Тирасполь», у якому грав до 2011 року, та зіграв у його складі 22 матчі в чемпіонаті. У 2011 році футболіст перейшов до складу команди української другій лізі «Прикарпаття» з Івано-Франківська, проте зіграв у його складі лише 2 матчі. У 2012 році Єжов грав у складі аматорської команди «Прут» (Делятин).